# Johanna Stockschläder
Johanna Maria Stockschläder (* 11. Februar 1995 in Siegen) ist eine deutsche Handballspielerin, die für den Zweitligisten Bergischer HC spielt.

## Vereinskarriere
Stockschläder begann das Handballspielen bei der TSG Adler Dielfen. Später schloss sie sich dem TVE Netphen an. Dort lief sie als B-Jugendliche in der A-Jugend-Regionalliga auf. Daraufhin wechselte die Außenspielerin zu Bayer Leverkusen, mit deren A-Jugend sie die deutsche Meisterschaft gewann. Im Jahr 2013 schloss sie sich dem Zweitligisten HSG Bad Wildungen an. Mit Bad Wildungen stieg sie ein Jahr später in die Bundesliga auf. Um mehr Spielanteile zu erhalten, erhielt sie in der Spielzeit 2015/16 ein Zweitspielrecht für den Zweitligisten SG 09 Kirchhof. Ab der Saison 2017/18 stand Stockschläder bei Borussia Dortmund unter Vertrag. Mit Dortmund gewann sie 2021 die deutsche Meisterschaft. Im Sommer 2021 wechselte sie zum Ligakonkurrenten Sport-Union Neckarsulm. Mit 146 Treffern (allesamt Feldtore) belegte sie in der Saison 2021/22 den dritten Platz in der Torschützenliste der Bundesliga. Zur Saison 2022/23 wechselte Stockschläder zum Thüringer HC. Im Jahr 2024 verließ sie den Verein. Im September 2024 gab sie bekannt, eine Karrierepause einzulegen, um sich ihrer beruflichen Zukunft zu widmen. Seit dem Jahresanfang 2025 läuft sie für den Zweitligisten Bergischer HC auf.

## Auswahlmannschaften
Stockschläder spielte in der Jugend für die Westfalenauswahl. Im Oktober 2020 wurde sie von Bundestrainer Henk Groener in den erweiterten Kader der deutschen Nationalmannschaft für die Europameisterschaft 2020 berufen. Bei ihrem Länderspieldebüt am 17. April 2021 gegen Portugal erzielte sie acht Treffer. Mit Deutschland belegte sie den 7. Platz bei der Weltmeisterschaft 2021 und erzielte 17 Treffer. Sie stand im deutschen Team bei der Europameisterschaft 2022. Im letzten Hauptrundenspiel gegen Rumänien war Stockschläder mit zehn Treffern die torgefährlichste deutsche Akteurin. Bei der Weltmeisterschaft 2023, die sie mit Deutschland auf dem sechsten Platz abschloss, erzielte sie 18 Treffer. Mit der deutschen Auswahl nahm sie an den Olympischen Spielen 2024 in Paris teil.